# Circoniscus gracilidens
Circoniscus gracilidens là một loài chân đều trong họ Scleropactidae. Loài này được Souza & Lemos de Castro miêu tả khoa học năm 1991.